# Prachinburi (provincie)
Prachinburi is een Thaise provincie in het oosten van Thailand. In december 2002 had de provincie 452.822 inwoners, waarmee het de 59e provincie qua bevolking in Thailand is. Met een oppervlakte van 4762 km² is het de 45e provincie qua omvang in Thailand. De provincie ligt op ongeveer 136 kilometer van Bangkok. Prachinburi grenst in het oosten aan de provincie Sa Kaew, in het noorden aan de provincie Korat, en in het westen aan de provincies Chachoengsao en Nakhon Nayok. Prachinburi grenst nergens aan de zee. De gemiddelde jaartemperatuur is 30 graden. De temperatuur varieert van 15 graden en tot 40 graden.
De provincie is vooral bekend vanwege zijn vele fruitplantages en prachtige natuurparken. De belangrijkste route in deze provincie is route 33 en een spoorlijn die lopen beide van het westen naar het oosten en verbinden de meeste plaatsen. Prachinburi bestaat voornamelijk uit heuvelland. In januari 1994 werden de oostelijke gebieden van de provincie afgescheiden en vormden de nieuwe provincie Sa Kaew. In de provincie zijn vele restanten van de oude Khmer en Dvaravati beschavingen, de meeste zijn zelfs nog nooit door archeologen bezocht.

## Provinciale symbolen
|  | Het provinciale zegel van Prachinburi. |

## Klimaat
De gemiddelde jaartemperatuur is 30 graden. De temperatuur varieert van 15 graden en tot 40 graden.

## Politiek

### Bestuurlijke indeling
De provincie is onderverdeeld in 7 districten (Amphoe) namelijk:
| Amphoe 1. Mueang Prachin Buri 2. Kabin Buri 3. Na Di 1. Ban Sang 2. Prachantakham 3. Si Maha Phot 4. Si Mahosot |